# Pouteria gardneriana
Pouteria gardneriana är en tvåhjärtbladig växtart som först beskrevs av A.Dc., och fick sitt nu gällande namn av Ludwig Radlkofer. Pouteria gardneriana ingår i släktet Pouteria och familjen Sapotaceae. Inga underarter finns listade i Catalogue of Life.